# Кримска платформа
Кримската платформа (на украински: Кримська платформа, на кримскотатарски: Qırım platforması, на английски: Crimea Platform) е международен формат за консултации и координация на действията на международните партньори на Украйна с цел противодействие на последиците и заплахите от окупацията на Крим от Руската федерация и в крайна сметка връщането на полуострова под контрола на Украйна.
През 2020 г. Министерството на външните работи на Украйна разработва концепцията за Кримската платформа по инициатива на президента на страната Володимир Зеленски и започва да консолидира световната подкрепа за нея, като кани партньори да участват в нейната учредителна Среща на върха и в по-нататъшната работа.

## Дейност
Дейността на Кримската платформа ще се осъществява в 5 приоритетни направления:
1. консолидиране на международната политика за непризнаване на промяната на статута на Крим;
2. ефективността на санкциите, тяхното засилване и блокиране на заобиколни пътища;
3. защита на правата на човека и международното хуманитарно право;
4. осигуряване на сигурността в Азово-Черноморския регион и извън него, защита на принципа на свобода на навигацията;
5. преодоляване на екологичните и икономическите последици от окупацията.[3]

Дейността на Кримската платформа се провежда на няколко нива: междуправителствено, парламентарно, експертно.

## Подкрепа
Групи за подкрепа на Кримската платформа, създадени от Върховната рада на Украйна в сътрудничество с Парламентарната асамблея на НАТО, в парламентите на Латвия и Литва.
На 6 август 2021 г. в Киев се провежда учредителният форум на Експертната мрежа на Кримската платформа. Към него се присъединяват над 200 украински и чуждестранни независими експерти и учени от 33 държави.
Мрежата ще осигурява непрекъснат мониторинг и задълбочен анализ на ситуацията на окупирания Кримски полуостров и в региона на Черно и Азовско море, ще разработва предметни идеи и предложения относно приоритетни направления в дейността на Кримската платформа, както и ще предоставя експертни препоръки относно националната и международната политика по деокупация на Крим. Специално внимание ще бъде обърнато на въпроса за кримските политически затворници на окупирания полуостров.

## Учредяване
Учредителната среща на върха на Кримската платформа се провежда в Киев на 23 август 2021 т.
На Срещата на върха се изказват президентът на Украйна Володимир Зеленски, Председателят на Върховната Рада Дмитро Разумков, Министър-председателят Денис Шмигал, лидерът на кримскотатарския народ Мустафа Джемилев, ръководителите на чуждестранни делегации и представителят на експертната мрежа на Кримската платформа Олга Скрипник.
По време на Срещата на върха се провеждат 4 панелни дискусии по следните теми:
1. Политика на непризнаване и санкциите
2. Предизвикателствата за сигурността
3. Защита на правата на човека във временно окупирания Крим
4. Възстановяване на правата на кримскотатарския народ[13]

Учредителната среща на върха участниците приема окончателната Съвместна декларация.
Срещата на върха става най-голямото международно политическо събитие, организирано от Украйна.

## Участници
46 държави и международни организации вземат участие в учредителната среща на върха на Кримската платформа на 23 август в Киев. Сред тях:
- ЕС и НАТО (като организации)
- всичките 7 държави от Групата на 7-те (Г-7)
- всичките 27 държави от ЕС
- всичките 30 държави от НАТО
- 3/4 от държавите в Европа
- държавите от Люблинския триъгълник (Украйна, Полша, Литва)
- държавите от Асоциираното трио (Украйна, Грузия, Молдова)
- всички съседни на Украйна държави (без Беларус и Русия)
- държави от 4 континента

## Декларация
Според резултатите на учредителната среща на върха държавите участнички одобряват окончателната съвместна декларация. В документа се посочва:
- да се създаде Международната Кримска платформа като консултативен и координиращ формат за мирното прекратяване на временната окупация на Крим от Русия,
- да се продължи политиката на непризнаване на незаконната анексия на Крим от Русия,
- да се обмисли въвеждането на допълнителни „политически, дипломатически и ограничителни мерки“ срещу Русия, „ако това е предвидено от правната система на всеки Член на Платформата и в съответствие с подходящи процедури, когато е необходимо и ако действията на Русия изискват това“,
- да се противодейства на нови предизвикателства и хибридни заплахи, причинени от продължаващата милитаризация на Крим,
- да се призове Русия да изпълни задълженията си като държава-окупатор в съответствие с нормите на международното хуманитарно право,
- да се изиска от Русия незабавно да прекрати всички нарушения на човешките права и злоупотребите срещу жителите на Крим и да осигури пълен и безпрепятствен достъп до Крим за мониторинговите механизми на правата на човека и правозащитници,
- да се използват подходящи механизми на ООН, Съвета на Европа, ОССЕ, други международни и регионални организации за решаване на въпроси, свързани с временната окупация,
- да се разгледа възможността за подкрепа на икономически, инфраструктурни и екологични проекти за развитието на региони на Украйна, граничещи с временно окупирания полуостров Крим,
- да се признае ролята на националните парламенти в противодействието на временната окупация на Крим и се насърчава координирането на дейностите относно Крим между националните парламенти, както и в междупарламентарните асамблеи.

Участниците в Кримската платформа очакват връщане в Украйна на временно окупираните територии на Крим и Севастопол и възстановяване на автономния им статут и призовават Руската федерация да участва конструктивно в Международната кримска платформа, насочена към спирането на временна окупация на полуострова.
Декларацията е отворена за присъединяване.